# Col du Mont Cenis
Der Col du Mont Cenis (italienisch Colle del Moncenisio, deutsch Mont-Cenis-Pass) ist ein im Nordosten des Massivs Mont Cenis liegender 2081 m hoher französischer Gebirgspass auf der Route von Lanslebourg-Mont-Cenis und Lanslevillard in Frankreich nach Susa in Italien. Diese Route bildet einen Teil der Grenze zwischen den Grajischen Alpen im Norden und den Cottischen Alpen im Süden. Der französische Teil der Region gehört zur äußeren Zone des Parc National de la Vanoise.
Auf einem Hochplateau südlich der Passhöhe befindet sich der Stausee Lac du Mont Cenis. Noch etwas weiter südlich, schon talabwärts, verläuft die Grenze zwischen Frankreich und Italien. Die Passstraße ist auf französischer Seite die Départementsstraße D 1006 und auf italienischer Seite die Strada Statale 25.
Der heutige Grenzverlauf, welcher südlich der Passhöhe liegt, entspricht der Grenze des Herzogtums Savoyen bis ins Jahr 1860. Nach der italienischen Staatsgründung im Jahr 1860 wurde die Grenze auf die Passhöhe gelegt, und das südlich anschließende Hochplateau (insgesamt 81,79 Quadratkilometer) ging an Italien. Als ein Teilergebnis der Pariser Friedenskonferenz 1946 gingen Passhöhe und Hochplateau zurück an Frankreich; der Grenzverlauf vor 1860 war wiederhergestellt.

## Geschichte
Im Frühsommer 312 überquerte Kaiser Konstantin I. die Passhöhe, als er einen Feldzug gegen Maxentius führte. Die fränkischen Könige Pippin und Karl der Große überquerten ebenfalls an dieser Stelle die Alpen, Pippin 754 und 756, Karl im Jahre 773. Im Januar 1077 überschritt hier Heinrich IV. auf seinem Gang nach Canossa die Alpen. Im Oktober 1310 überquerte auf dieser Route Heinrich VII. auf dem Zug nach Rom das Hochgebirge. Die 1803 eröffnete befahrbare Straße ließ Napoléon Bonaparte ausbauen.
1857 wurde mit dem Bau des Mont-Cenis-Eisenbahntunnels begonnen, der das Mont-Cenis-Massiv durchqueren sollte. Da die Baufortschritte in den ersten Jahren etwa 40 bis 50 Jahre Bauzeit erwarten ließen, wurde ab 1865 über den Col du Mont Cenis eine Eisenbahnlinie (Mont-Cenis-Bahn) errichtet, die ab 1868 in Betrieb war. Sie diente insbesondere der Beförderung britischer Post auf dem Weg nach Indien. Die dampfgetriebene Adhäsionsbahn wurde nach dem Fell’schen System ausgerüstet: Eine starke Feder drückte zwei zusätzliche Räder an eine Mittelschiene, so dass auch steile Passagen überwunden werden konnten. Der Mont-Cenis-Tunnel wurde letztlich aber aufgrund rasanten technischen Fortschritts bereits 1871 fertiggestellt und machte die Mont-Cenis-Bahn daher schon nach dreijähriger Betriebszeit überflüssig, so dass ihr Betrieb eingestellt wurde.
Im Winter 1914 bezwang Alberto Garelli den Pass mit einem selbst gebauten Motorrad, ein Unternehmen, das zur damaligen Zeit als unmöglich galt. Der Pass war fünfmal in die Streckenführung der Tour de France einbezogen, und zwar in den Jahren 1949, 1956, 1961, 1992 und 1999.

## Tourismus
Das Mont-Cenis-Plateau ist ein beliebtes Ausflugsziel. Bei ‚Les Fontanettes‘ gibt es ein kleines historisches Museum und ein italienisch-französisches Informationszentrum.
Die Fernwanderwege Via Alpina und Alta Via Val di Susa verlaufen über das Mont-Cenis-Plateau.

## Galerie

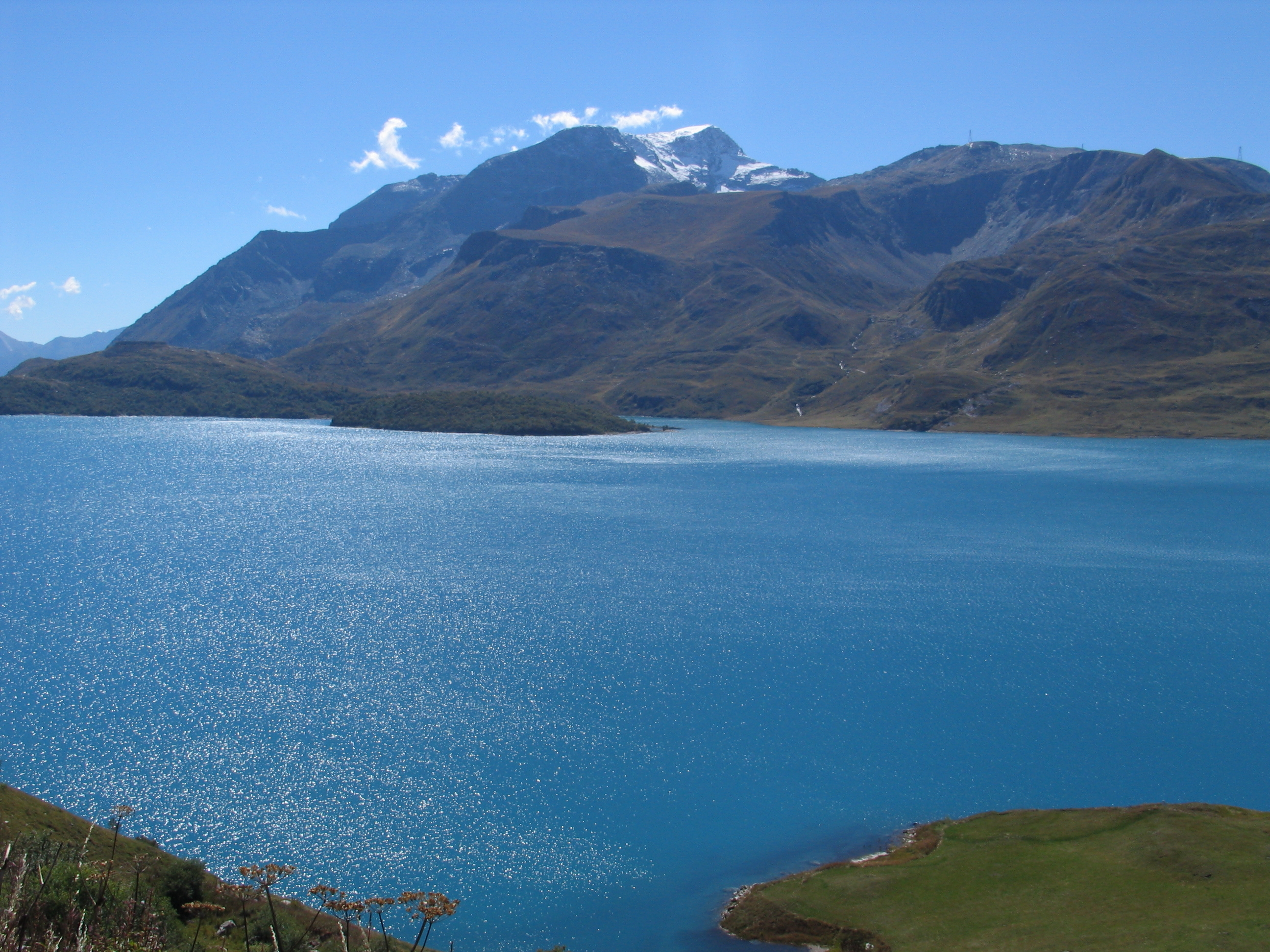
Stausee am Col du Mont Cenis
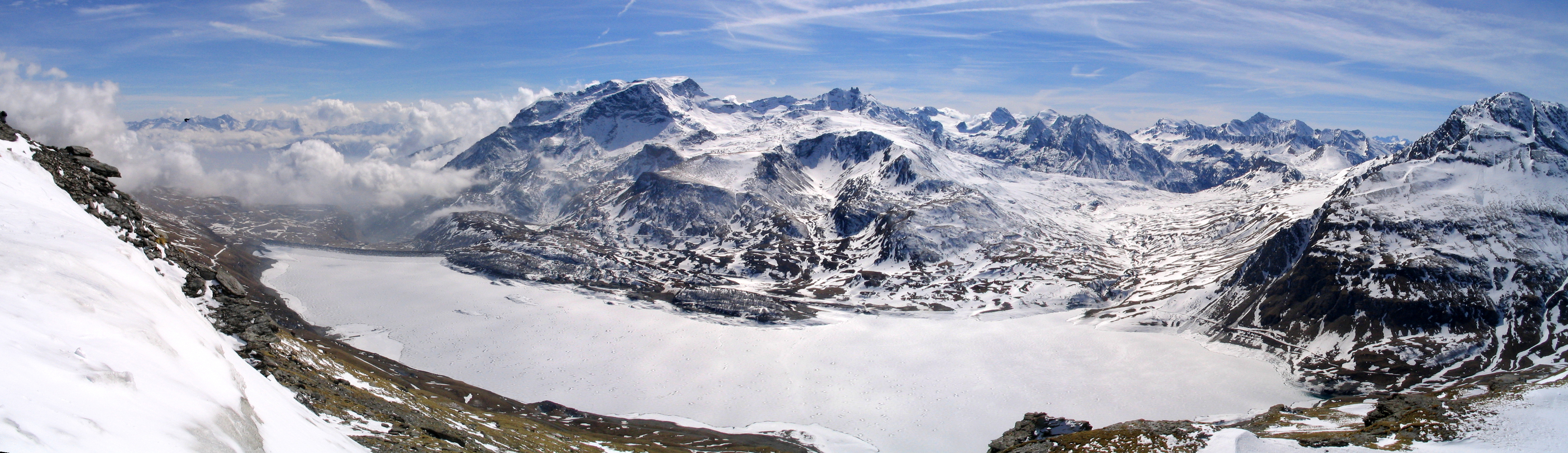
Blick über den Stausee Richtung Staumauer, dahinter Abstieg nach Italien